# Encymon ater
Encymon ater es una especie de coleóptero de la familia Endomychidae.

## Distribución geográfica
Habita en Laos y Tonkín en (Vietnam).